# Казини (Фиренца)
Казини је насеље у Италији у округу Фиренца, региону Тоскана.
Према процени из 2011. у насељу је живело 242 становника. Насеље се налази на надморској висини од 135 м.